# Selecció de futbol de Camerun del Sud
La selecció de futbol de Camerun del Sud és l'equip representatiu de Camerun del Sud, país sota administració de l'estat de Camerun. No està reconeguda oficialment per la FIFA ni la CAF, però des de l'11 de juny de 2005 està afiliada a la NF-Board.

## Resultats

### Copa UNPO
Camerun del Sud va disputar el seu primer partit oficial a la Copa UNPO el 23 de juny de 2005 contra Txetxènia, van empatar a 2 en una trobada de 30 minuts que finalment va guanyar Txetxènia als penals.
| Any       | Posició    | PJ        | PG        | PE        | PP        | GF        | GC        |
| Copa UNPO | Copa UNPO  | Copa UNPO | Copa UNPO | Copa UNPO | Copa UNPO | Copa UNPO | Copa UNPO |
| --------- | ---------- | --------- | --------- | --------- | --------- | --------- | --------- |
| 2005      | Semifinals | 1         | 0         | 1         | 0         | 2         | 2         |

### VIVA World Cup
Dies abans de disputar-se la primera edició de la VIVA World Cup, els jugadors de Camerun del Sud no van obtenir el visat per entrar a França, per la qual cosa no van poder disputar els seus partits que van acabar amb el resultat de 0 a 3 al no presentar-se.
| Any               | Posició            | PJ                | PG                | PE                | PP                | GF                | GC                |
| Copa Mundial VIVA | Copa Mundial VIVA  | Copa Mundial VIVA | Copa Mundial VIVA | Copa Mundial VIVA | Copa Mundial VIVA | Copa Mundial VIVA | Copa Mundial VIVA |
| ----------------- | ------------------ | ----------------- | ----------------- | ----------------- | ----------------- | ----------------- | ----------------- |
| 2006              | 4t                 | 4                 | 0                 | 0                 | 4                 | 0                 | 12                |
| 2008              | No va participar   |                   |                   |                   |                   |                   |                   |
| 2009              | No va participar   |                   |                   |                   |                   |                   |                   |
| 2010              | No va participar   |                   |                   |                   |                   |                   |                   |
| 2012              | No va participar   |                   |                   |                   |                   |                   |                   |
| Total             | Millor posició: 4t | 4                 | 0                 | 0                 | 4                 | 0                 | 12                |